# Elisabet av Ungern
För hertiginnan av Böhmen, se Elisabet av Ungern (hertiginna av Böhmen).
Elisabet av Ungern, även Elisabet av Thüringen, född 7 juli 1207 i Sárospatak i Ungern, död 17 november 1231 i Marburg i Tyskland, var en ungersk lantgrevinna och franciskantertiar. Hon vördas som helgon inom Romersk-katolska kyrkan. Hennes minnesdag firas den 17 november (tidigare 19 november).
Elisabet (Erzsebet) var dotter till kung Andreas II av Ungern (1175–1235) och hans hustru Gertrud av Andechs-Meran (mördad 1213). Elisabet blev änka när hon fortfarande var ung. Hon gav sin rikedom till de fattiga och lät bygga sjukhus och blev därför en symbol för kristen välgörenhet. Hon är skyddshelgon för sjukhus, sjuksköterskor, bagare, brudar, grevinnor, döende barn, landsflyktiga, hemlösa, spetsknypplare, tertiarier och änkor. 

## Liv
Vid fyra års ålder trolovades Elisabet med lantgreven Ludvig IV av Thüringen, son till Hermann I av Thüringen, och uppfostrades vid hovet i Wartburg. Detta giftermål förkroppsligade en stor allians mot kejsaren Otto IV, en medlem av huset Guelph, som hade bråkat med kyrkan. Vissa har hävdat att Ludvigs bror Hermann egentligen var den äldste, och att Elisabet först var trolovad med honom till hans död 1216, men detta är tveksamt. En sådan stor händelse borde ha omnämnts åtminstone någon gång i de många tillgängliga källorna, vilket den inte har. 
Elisabet gifte sig med Ludvig 1221 och äktenskapet tycks ha varit lyckligt. Ludvig blev inte upprörd över att hans rikedom spreds till de fattiga, eftersom han trodde att hans frus välgörenhetsinsatser skulle medföra belöning i evigheten. Ludvig vördas som helgon i Thüringen. Han var en ivrig anhängare av Hohenstaufenkejsaren Fredrik II. På våren 1226, när översvämningar, svält och pest spred förödelse i Thüringen, representerade Ludvig Fredrik vid riksdagen i Cremona. Elisabet tog då över styret och spred allmosor i alla delar av deras territorium. Hon gav till och med statliga kläder och smycken till de fattiga. Under slottet i Wartburg byggde hon ett vårdhem med tjugoåtta bäddar och besökte de intagna varje dag för att sköta om dem. Det var också vid denna tid som inkvisitorn Konrad von Marburg blev hennes andlige vägledare. Elisabet förändrades för alltid när Ludvig dog av pesten 11 september, 1227 i Otranto i Italien när han var på väg för att delta i det sjätte korståget.

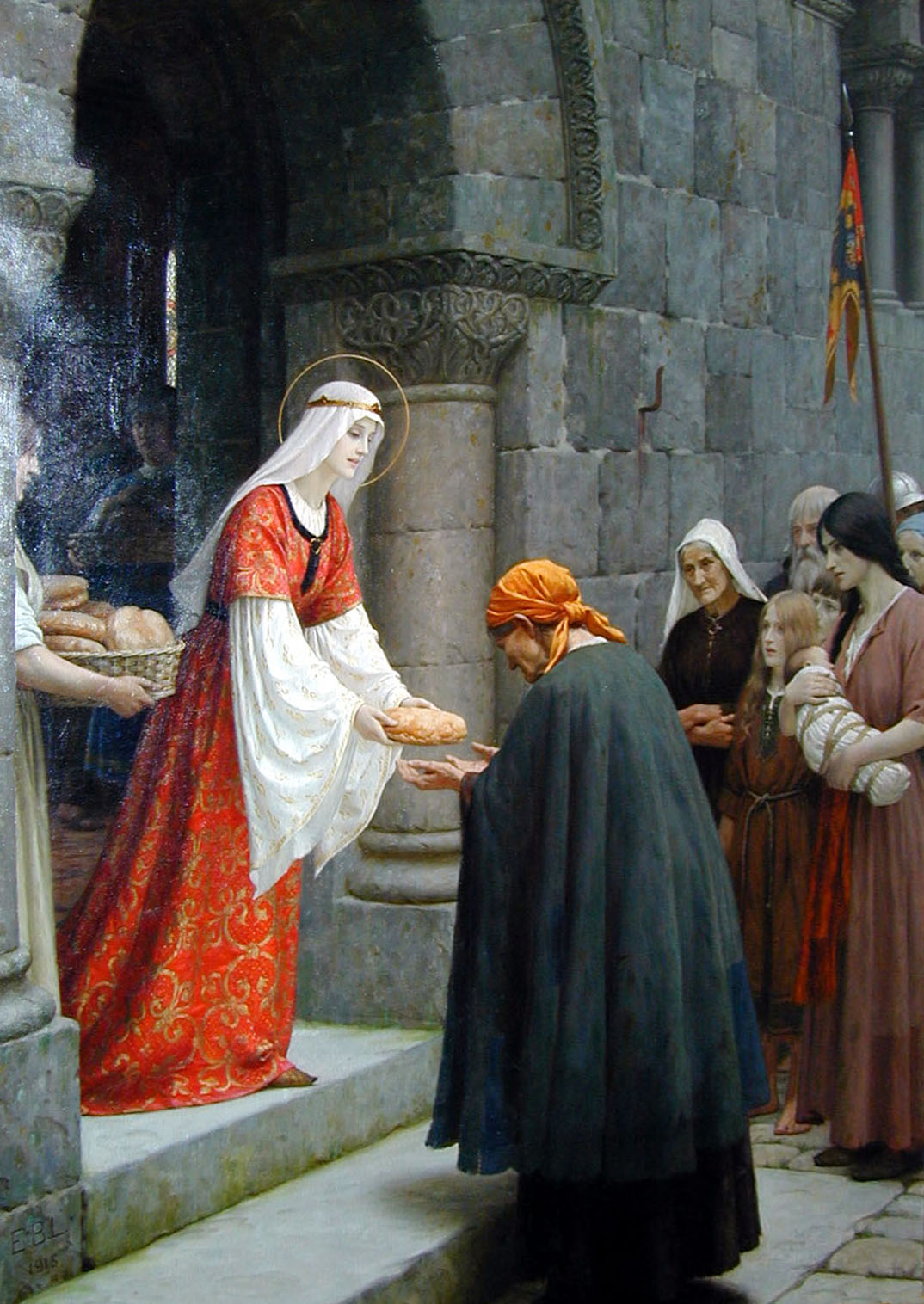
Elisabeth utövande välgörenhet. Oljemålning från 1895 av Edmund Blair Leighton.

När Ludvig hade dött tog hans yngre bror Henrik över regentskapet medan Elisabets äldste son Hermann var minderårig. Efter bittra motsättningar rörande hennes arv lämnade Elisabet hovet i Wartburg. Den folkliga traditionen säger att hon blev utkastad av Henrik, men detta är inte trovärdigt. Efter misslyckade försök att tvinga henne att gifta om sig gick Elisabet i stället med i en franciskansk lekmannagrupp och byggde ett härbärge i Marburg för de fattiga och de sjuka.
Elisabet är kanske mest känd för legenden som säger att hon en gång bar med sig bröd till de fattiga i hemlighet och hennes man frågade vad hon hade i sin påse, och Elisabet öppnade påsen och brödet förvandlades till rosor. Historien är uppseendeväckande men har ingen faktabakgrund. Miraklet hedras med en staty i Budapest framför den nygotiska kyrkan som är tillägnad henne på Rosentorget (Rózsák tere) . 
Sofia (1224-1284), Elisabets andra barn, gifte sig med hertigen av Brabant Henrik II och var anmoder till lantgrevarna av Hessen, eftersom hon vann Hessen för sin son Henrik I i thüringska tronföljdskriget. Elisabets tredje barn, Gertrud (1227-1297), föddes flera veckor efter sin fars död och blev abbedissa i klostret i Altenberg nära Wetzlar.

## Elisabet som helgon

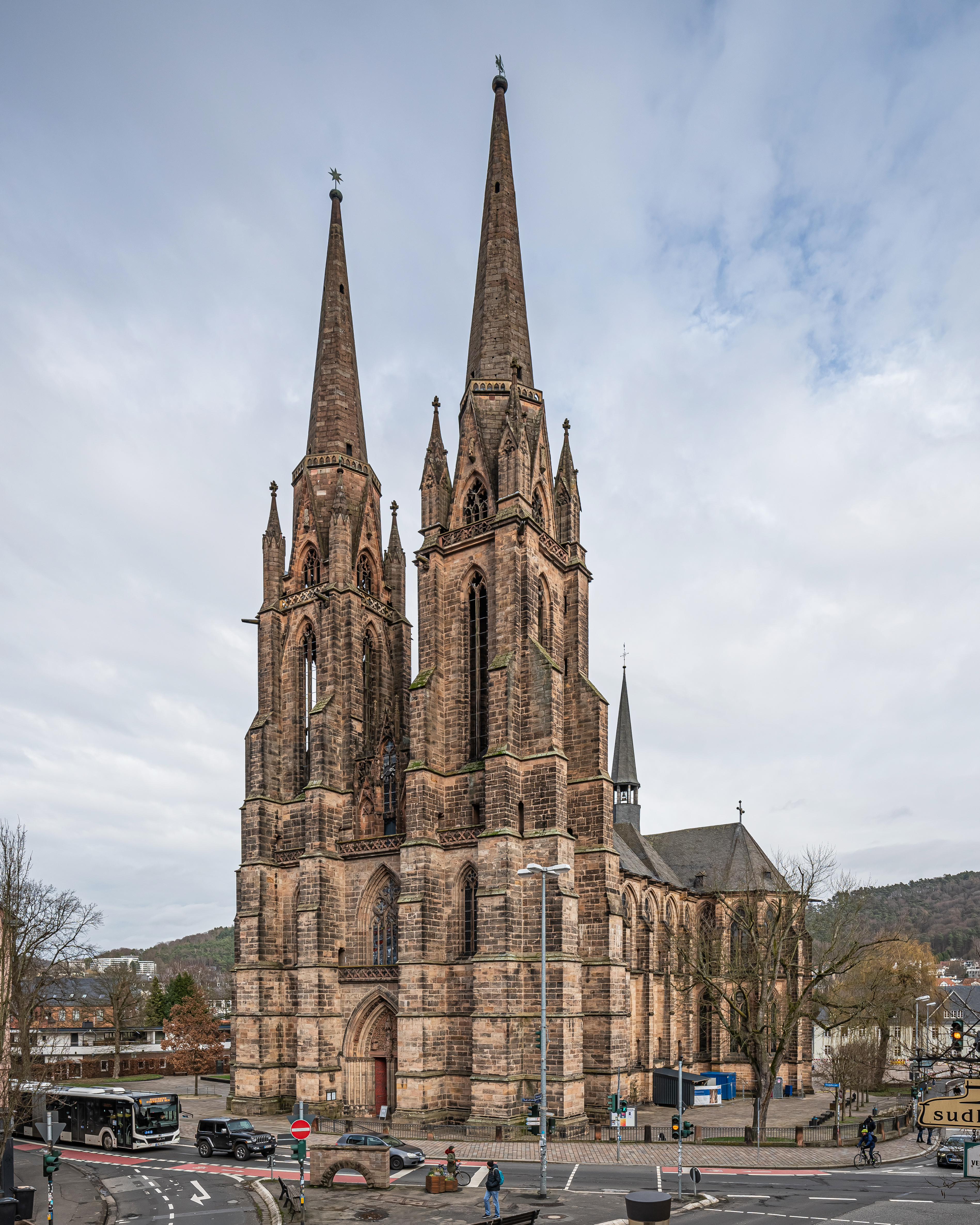
Elisabethkirche i Marburg

Elisabet dog i Marburg, antingen av kroppslig utmattning eller sjukdom, endast 24 år gammal. Hon kanoniserades av påven Gregorius IX 1235. Hennes kropp lades i en ståtlig gyllene grav - som fortfarande kan beskådas idag - i Elisabethkirche i Marburg. Den är numera en protestantisk kyrka, men har utrymmen för katolsk andakt. Marburg blev centrum för Tyska orden, som utropade Elisabet som sitt andra kvinnliga skyddshelgon. Orden fanns kvar i Marburg tills den upplöstes av Napoleon I 1803. Elisabets grav blev ett av de viktigaste tyska pilgrimsmålen under 1300-talet och början av 1400-talet. Under 1400-talets gång tynade den folkliga kulten av Elisabet sakta bort. Denna ersattes dock i viss utsträckning av en aristokratisk vördnad för henne, då hon genom sin dotter Sofia var föregångare till många framstående tyska adelssläkter. 
Tre hundra år efter hennes död belägrade en av Elisabets många ättlingar, lantgreven Filip av Hessen, en ledare för den protestantiska reformationen och en av Martin Luthers viktigaste anhängare, kyrkan i Marburg och krävde att ordensriddarna skulle lämna över Elisabets reliker, för att de skulle skingras och därmed göra slut på pilgrimsresorna till Marburg, som redan minskade i omfattning. Filip tog också den krönta agatbägare där Elisabets huvud låg, men lämnade tillbaka den efter att han blivit fängslad av den tysk-romerske kejsaren. Bägaren rövades senare bort av de svenska trupperna under trettioåriga kriget och finns nu att beskåda på Historiska museet i Stockholm. Elisabets skalle och några av hennes ben kan beskådas i Sankt Elisabets kloster i Wien. Några reliker finns också kvar i Marburg.

## Sankta Elisabeth i konsten

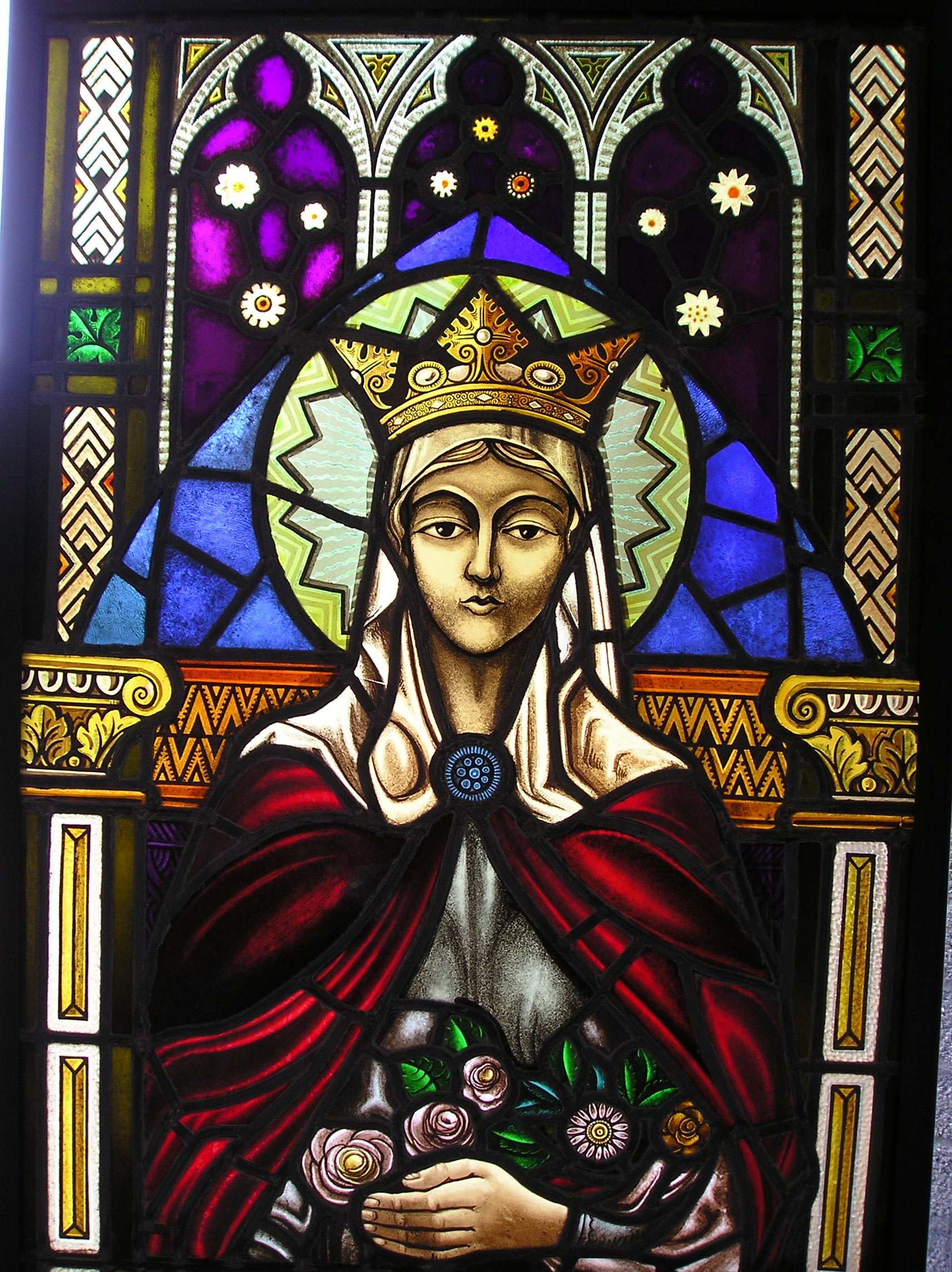
Glasmålning av Sankta Elisabeth av Ungern i Sint Elisabethkerk, Grave, Nederländerna, en kommun i provinsen Noord-Brabant.
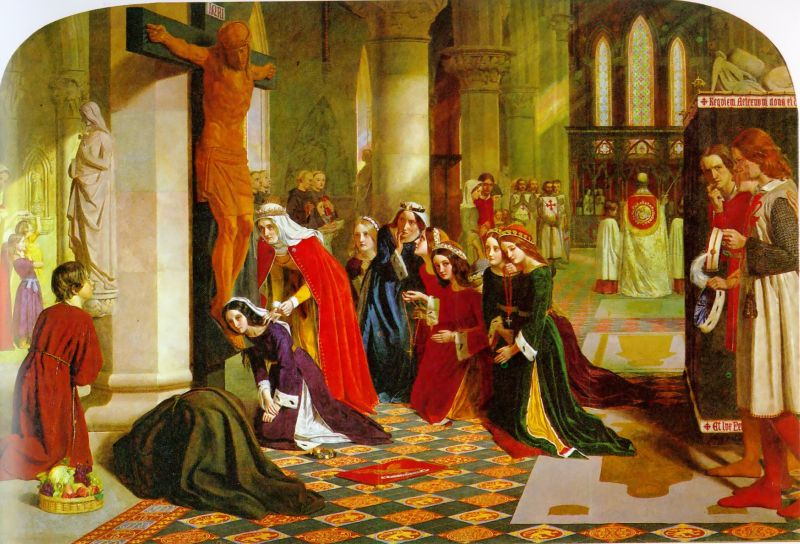
"Sankta Elisabeth av Ungern ödmjukar sig inför den korsfäste Kristus". Oljemålning från 1850 av den brittiske konstnären James Collinson.
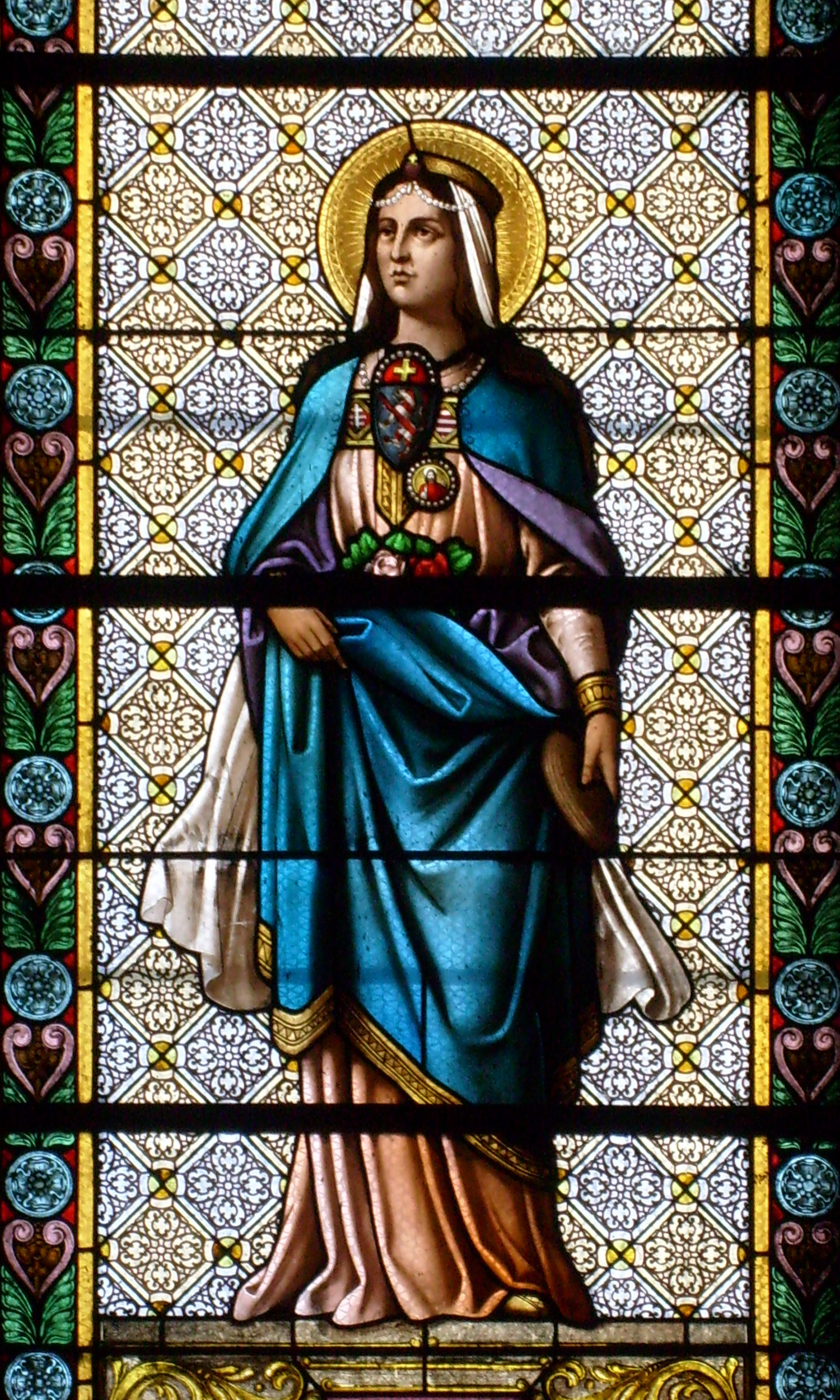
Färgat glas från Minoritskyrkan (Transfiguration Cathedral) i Cluj föreställande Sankta Elisabeth av Ungern.
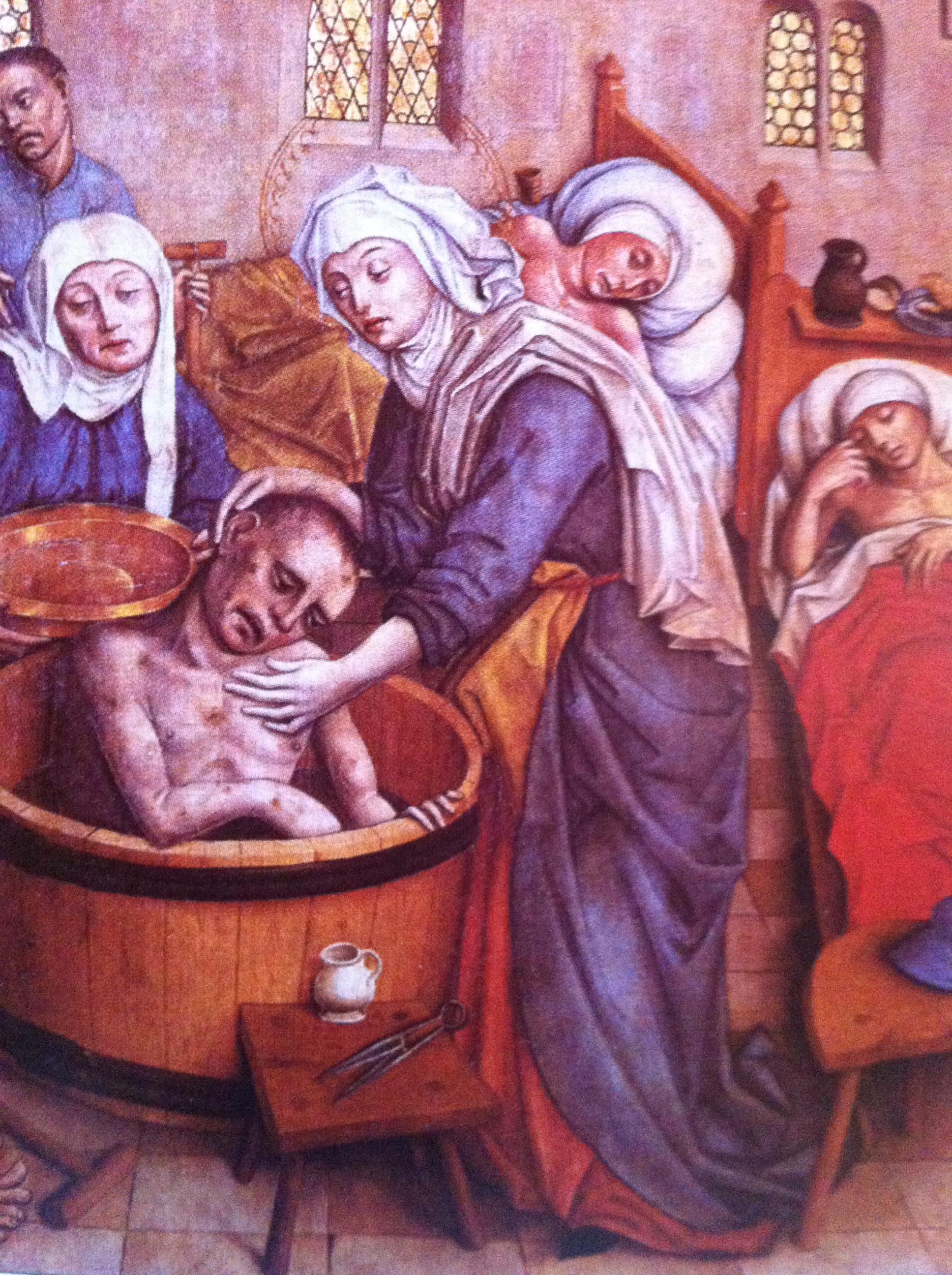
Sankta Elisabeth tvättar en tiggare, en scen från huvudaltaret i Sankta Elisabeth-katedralen i Košice i Slovakien. Från andra halvan av 1400-talet.